# Domenico Marzi
Domenico Marzi (Piperno, 28 dicembre 1876 – Frosinone, 11 luglio 1959) è stato un politico, avvocato e partigiano italiano.

## Biografia
Allievo di Antonio Labriola presso l'Università Sapienza di Roma, nel 1905 si iscrive al Partito Socialista Italiano, fondando la Sezione socialista di Frosinone.
Allo scoppio della prima guerra mondiale si arruola nel regio esercito; al rientro dal fronte, viene eletto nel 1919 nella direzione nazionale del PSI, e successivamente alla Camera come deputato della XXV legislatura.
Con l'avvento del fascismo e le successive persecuzioni si allontana dalla vita politica, rientrandone pienamente dopo l'Armistizio, aderendo alle forze partigiane del frusinate, che lo nominarono presidente del CLN di Frosinone. Alla fine dell'occupazione nazifascista verrà nominato dallo stesso Comitato primo sindaco di Frosinone liberata.
Nel 1948 è eletto alla Camera dei deputati nella I legislatura nelle file del Partito Comunista Italiano. 
Suo nipote Domenico Marzi Jr. è stato anch'egli sindaco di Frosinone dal 1998 al 2007.